# Wassili Rudenkow
Wassili Wassiljewitsch Rudenkow (russisch Василий Васильевич Руденков, Vasilij Vasil'evič Rudenkov; * 3. Mai 1931 in Schlobin, BSSR; † 2. November 1982 ebendort) war ein weißrussischer Hammerwerfer, der für die Sowjetunion startete. Seinen größten Erfolg feierte er mit dem Olympiasieg 1960 in Rom.

## Sportliche Laufbahn
Beeindruckt von den Leistungen des weißrussischen Hammerwerfers Michail Kriwonossow begann Wassili Rudenkow erst im Alter von 21 Jahren mit dem Hammerwurf, während er nebenbei als Eisenbahner arbeitete. 1957 ging er nach Moskau, um intensiver trainieren zu können. 1960 qualifizierte er sich dann für die Teilnahme an den Olympischen Spielen in Rom, bei denen er mit einer Weite von 67,10 m im Finale einen neuen olympischen Rekord aufstellte und sich damit die Goldmedaille vor dem Ungarn Gyula Zsivótzky sicherte und damit auch die erste Goldmedaille für die Sowjetunion in dieser Disziplin gewann. 1962 erfolgte die Teilnahme an den Europameisterschaften in Belgrad, bei denen er mit einem Wurf auf 63,94 m den für ihn enttäuschenden sechsten Platz belegte. Er setzte seine Karriere bis in das Jahr 1968 fort und arbeitete anschließend als Leichtathletiktrainer. Er verstarb am 2. November 1982 im Alter von nur 51 Jahren in seiner Heimatstadt Schlobin.
Von 1959 bis 1961 wurde Rudenkow sowjetischer Meister im Hammerwurf.

## Auszeichnungen
- Orden des Roten Banners der Arbeit: 1960